# Vermittlungstechnische Leistungsmerkmale (Nebenstellen)
Als Vermittlungstechnische Leistungsmerkmale (englisch supplementary services), oder auch kurz Dienstmerkmale genannt, bezeichnet man bei nichtöffentlichen Telekommunikationsnetzen oder Telefonanlagen zusätzlich durch das private Netz zur Verfügung gestellte teilnehmerbezogene Dienste, die über den einfachen Verbindungsauf- und -abbau vom Anrufenden, dem so genannten A-Teilnehmer, zum gerufenen Teilnehmer (B-Teilnehmer) hinausgehen.
Nichtöffentliche Telekommunikationsnetze mit eigenen vom öffentlichen Telekommunikationsnetz abweichenden Dienstmerkmalen und eigenen Nummerierungsplänen sind in Deutschland beispielsweise die Telefonnetze der Bundeswehr oder der Deutschen Bahn (BASA). Dienstmerkmale in solchen Netzen sind teilweise nur eingeschränkt mit denen des öffentlichen Telekommunikationsnetzes kompatibel, besitzen aber auch zusätzliche Leistungsmerkmale, die in den öffentlichen Telekommunikationsnetzen nicht bekannt sind wie beispielsweise Preemption.
Nebenstellenanlagen bestehend aus einer oder mehreren Telefonanlagen unterstützen weitere Dienstmerkmale die speziell für eine schnelle und unkomplizierte Kommunikation bereitgestellt werden, beispielsweise Kurzwahl, Manager-Secretary Funktionen oder interne Operatorfunktionen.

## Leistungsmerkmale für Nebenstellen
Bestimmte Leistungsmerkmale finden zumeist an Nebenstellen von Telefonanlagen Verwendung. Logische Nebenstellen können auf Wunsch auch in Vermittlungsstellen simuliert werden (Centrex).

### Benutzergruppen (PICKUP)
Telefone können zu Gruppen zusammengefasst werden. Klingelt ein Telefon der Gruppe, kann man den Anruf mit einer Tastenkombination heranholen. Dieses Merkmal kann insbesondere dann genutzt werden, wenn der entsprechende Arbeitsplatz im Moment nicht besetzt ist. Die Zusammenfassung zu Gruppen findet vor allem bei größeren Firmen Verwendung, wenn nicht jeder jedes Gespräch heranholen darf. Auch ist bei einer Telefonanlage mit mehr als 100 Teilnehmern nicht wirklich immer klar, welche Telefone gerade klingeln und welches Gespräch man gerade heranholt.

### Halten (Hold)
Ein Teilnehmer kann ein Telefonat durch eine Tastenkombination in der Nebenstelle halten. Ein so gehaltenes Gespräch kann anschließend von einem anderen oder vom selben Telefon über eine Tastenkombination weitergeführt werden. Der gehaltene Teilnehmer hört in der Regel, so lange er gehalten wird, eine Wartemusik.

### Anrufsperre (Call Barring)
Dieses Merkmal gibt es sowohl für ankommende als auch für ausgehende Verbindungen. Damit können bestimmte Berechtigungen für jeden Teilnehmer festgelegt werden (zum Beispiel intern, lokal, national, international, Mehrwertdienste). Bei ankommenden Verbindungen kann bei bestimmten Anrufern (Erkennung mittels CLIP) beispielsweise direkt mit dem Anrufbeantworter verbunden oder eine besetzte Leitung simuliert werden. Diese Funktion wird auch als Schwiegermutterfunktion bezeichnet.

### Automatische Rufverteilung (ACD/Automatic Call Distribution)
Mehrere interne Teilnehmer werden zu einer Rufgruppe zusammengefasst. Diese Rufgruppe ist von außen über eine Telefonnummer erreichbar. Dabei werden eingehende Anrufe nach bestimmten Regeln an einen internen Teilnehmer der Rufgruppe („Agent“ genannt) durchgestellt. Alle Teilnehmer der Gruppe haben die Möglichkeit, sich bei der Rufgruppe an- und abzumelden. Dieses Merkmal wird bei Callcentern verwendet, damit man stets an einen freien Agenten durchgestellt wird. Auch besteht die Möglichkeit, eine gewisse Anzahl von Anrufern in einer Warteschleife zu halten, bis ein Agent frei ist.

### Anklopfen
Wenn beim angerufenen Teilnehmer das Anklopfen (Ein- oder Ausschalten mit bestimmter Tastenkombination) erlaubt ist, also eingeschaltet ist, bekommt der Anrufer ein Freizeichen, auch wenn gerade ein Gespräch geführt wird. Das ankommende zweite Gespräch wird mit einem Hinweiston, dem Anklopfton, signalisiert. Wenn das Anklopfen nicht erlaubt ist, also ausgeschaltet ist, hört der Anrufer ein Besetztzeichen.